# الرايخ الألماني

الرايخ الألماني إلى نهاية الحرب العالمية الأولى من 1871 - 1918

الرايخ الألماني (بالألمانية: Deutsches Reich) هو الاسم الرسمي لألمانيا في الفترة من 1871 إلى 1945 باللغة الألمانية. ترجمته الحرفية هي «الإمبراطورية الألمانية»، تخلت الإمبراطورية الألمانية بعد الحرب العالمية الأولى عن كلمة رايخ والتي تعني «الإمبراطورية» وتحول الاسم الرسمي (بالألمانية: German Reich) بصورة غير رسمية، ببساطة إلى ألمانيا.
اسم «دويتش رايخ» تم تطبيقه في كثير من الأحيان في خرائط معاصرة للإمبراطورية الرومانية المقدسة (911 - 1806). في تاريخ ألمانيا خلال فترة الرايخ الألماني (الثاني) تقليدياً تنقسم لثلاث فترات متميزة:
- في ظل النظام الملكي لبيت هوهنتسولرن كانت معروفة بالامبراطورية الألمانية (1871 - 1918).
- في ظل الجمهورية الديمقراطية، كانت تعرف بجمهورية فايمار (1919 - 1933).
- في ظل الديكتاتورية الشمولية لأدولف هتلر كانت تعرف باسم الرايخ الثالث أو ألمانيا النازية (1933 - 1945).

بعد عملية آنشلوس بضم النمسا في عام 1938، وأصبح اسم ألمانيا بصورة غير رسمية رايخ ألمانيا الكبرى (بالألمانية: Großdeutsches Reich). كان الاسم الرسمي للدولة خلال عامين فقط (1943 - 1945) من الحكم النازي.

## أعلام
- إلين بانغ
- خواكيم فيرنر